# معادله دیفرانسیل خطی
در ریاضیات، یک معادله دیفرانسیل خطی معادله دیفرانسیلی است که به صورت تساوی یک تابع دلخواه با یک چند جمله ای خطی (درجه یک) از تابع مجهول ({\displaystyle y}) و مشتق‌های آن تعریف می‌شود. به عبارت ساده‌تر دیگر این معادلات را می‌توان به فرم زیر نمایش داد:
{\displaystyle a_{0}y+a_{1}y'+a_{2}y''+\cdots +a_{n}y^{(n)}=b}
که در آن {\displaystyle b(x)} و {\displaystyle a_{i}(x)}ها توابعی دلخواه و مشتق پذیر برحسب {\displaystyle x} هستند (که برای کوتاهی به نوشتن {\displaystyle a_{i}} بسنده کردیم). این توابع لزواماً خطی نیستند. همچنین {\displaystyle y^{(i)}}ها نیز مشتق‌های مرتبهٔ {\displaystyle i} تابع مجهول {\displaystyle y(x)} نسبت به متغیّر {\displaystyle x} هستند.
فرم بیان‌شده یک معادله دیفرانسیل معمولی است. اگر تابع مجهول به چندین متغیر بستگی داشته باشد، مشتق‌های آن جزئی و معادله دیفرانسیل خطی یک معادله دیفرانسیل با مشتق‌های جزئی می‌شود. در این مقاله فقط معادلات دیفرانسیل معمولی مورد نظر است.
معادلهٔ همگن متناظر با یک معادله، معادله‌ای است مشابه معادلهٔ اصلی که {\displaystyle b(x)=0} باشد: {\displaystyle a_{0}y+a_{1}y'+a_{2}y''+\cdots +a_{n}y^{(n)}=0}
اگر یک معادله دیفرانسیل خطی یا دستگاه معادلات دیفرانسیل خطی به گونه ای باشد که معادلهٔ همگن متناظرش دارای ضرایب ثابت باشد، می‌توان جوابش را با انتگرال بیان کرد. این موضوع در مورد معادله دیفرانسیل خطی مرتبه یک با ضرایب دلخواه (غیر ثابت) نیز صدق می‌کند. در ادامه به تحلیل این دو گروه می‌پردازیم. به‌طور کلی جواب بقیهٔ معادلات دیفرانسیل خطی را نمی‌توان با با انتگرال بیان کرد.
جواب معادلات دیفرانسیل خطی با ضرایب چند جمله ای توابع هولونومیک نامیده می‌شوند. این توابع در روش‌های حل عددی این معادلات کاربرد بسیاری دارند. جمع، ضرب، مشتق و پاد مشتق این توابع نیز هولونومیک هستند. توابع خاص (از جمله توابع نمایی، لگاریتمی، مثلّثاتی و معکوسشان و توابع هذلولوی) و اکثر توابع معمول دیگر مانند تابع خطا، توابع بسل همگی توابع هولونومیک محسوب می‌شوند. نمایش آنها با تعریف معادله دیفرانسیل و شرایط اولیه امکان ساخت الگوریتمی (بر روی این توابع) برای بیشتر عملگرهای حساب از قبیل محاسبه پاد مشتق، حدها، بسط مجانبی و ارزیابی عددی با هرگونه دقت، با خطای معتبر را فراهم می‌کند.

## مرتبه اول
معادلهٔ دیفرانسیل مرتبهٔ اوّل خطّی (به انگلیسی: first-order linear differential equation) معادله‌ای ست که بتوان آن را به صورت فرم استاندارد زیر نمایش داد:
{\displaystyle y\prime +p(t)y=g(t)}
| به عنوان مثال {\displaystyle ty\prime =t^{2}+3y} یک معادلهٔ دیفرانسیل مرتبه اوّل خطّی است زیرا می‌توان آن را به صورت فرم استاندارد {\displaystyle y\prime +{-3 \over t}y=t} نمایش داد ({\displaystyle p={-3 \over t}} و {\displaystyle g=t}). |

یکی از فرم‌های کاربردی دیگر نمایش این معادلات به صورت زیر است:
{\displaystyle P(t)y\prime +Q(t)y=G(t)}
{\displaystyle P(t)\neq 0,\ \ Q(t)=p(t)P(t),\ \ G(t)=g(t)P(t)}

### قضیهٔ وجود و یکتایی
اگر {\displaystyle \operatorname {D} _{p}} به معنی بازهٔ بازِ دامنهٔ {\displaystyle p} باشد، معادلهٔ {\displaystyle y\prime +p(t)y=g(t)} در بازهٔ {\displaystyle \operatorname {D} _{p}\cap \operatorname {D} _{g}} جواب یکتا دارد.

### پیدا کردن جواب
در صورتی که {\displaystyle p} برابر صفر باشد، جواب معادله به سادگی به دست می‌آید: {\displaystyle y\prime =g\Longrightarrow y=\int g}

#### عامل انتگرال‌ساز
در مواردی که {\displaystyle p} ناصفر باشد، از یک ترفند استفاده می‌کنیم. در این ترفند دو طرف معادله را در یک عامل انتگرال‌ساز (به انگلیسی: integrating factor) (مثل {\displaystyle \mu }) ضرب می‌کنیم تا در معادلهٔ جدید {\displaystyle p} برابر صفر شود.
می‌خواهیم با ضرب کردن تابع {\displaystyle \mu } به هر دو طرف تساوی ضریب {\displaystyle y} صفر شود تا بتوان جواب معادله را به دست آورد:
{\displaystyle {\begin{aligned}{\operatorname {d} \!y \over \operatorname {d} \!t}+py&=g\\\Longrightarrow \mu {\operatorname {d} \!y \over \operatorname {d} \!t}+\mu py&=\mu g\\\Longrightarrow {\operatorname {d}  \over \operatorname {d} \!t}(\mu y)&=\mu g\\\Longrightarrow \mu y&=\int _{t_{0}}^{t}\mu (s)g(s)\operatorname {d} \!s+c\\\Longrightarrow y&={\color {red}{{1 \over \mu }(\int _{t_{0}}^{t}\mu g\operatorname {d} \!s+c)}}\\\end{aligned}}}
برای این که چنین چیزی ممکن باشد باید «خط ۲ به ۳» در بالا درست باشد:
{\displaystyle \mu {\operatorname {d} \!y \over \operatorname {d} \!t}+\mu py={\operatorname {d}  \over \operatorname {d} \!t}(\mu y)}
طبق قاعدهٔ ضرب، عامل انتگرال‌ساز تنها وقتی در شرط بالا صدق می‌کند که {\displaystyle \mu \prime =p\mu }:
{\displaystyle {\begin{aligned}{\operatorname {d}  \over \operatorname {d} \!t}(\mu y)&=\mu {\operatorname {d} \!y \over \operatorname {d} \!t}+y{\operatorname {d} \!\mu  \over \operatorname {d} \!t}\\\Longrightarrow {\operatorname {d}  \over \operatorname {d} \!t}(\mu y)&=\mu {\operatorname {d} \!y \over \operatorname {d} \!t}+\mu py\\\end{aligned}}}
با کمک گرفتن از تساوی {\displaystyle \mu \prime =p\mu } می‌توان عامل انتگرال‌ساز را به دست آورد:
{\displaystyle {\begin{aligned}\mu \prime &=p\mu \\\Longrightarrow {\mu \prime  \over \mu }&=p\\\Longrightarrow \int {\mu \prime  \over \mu }\operatorname {d} \!t&=\int p\operatorname {d} \!t+c\\\Longrightarrow \ln \left\vert \mu \right\vert &=\int p\operatorname {d} \!t+c\\\Longrightarrow \mu &={\color {red}{e^{\int p\operatorname {d} \!t+c}}}\\\end{aligned}}}
چون تابع کمکی {\displaystyle \mu }  کاملا دلخواه است، پس می توانیم ثابت {\displaystyle c} را (فقط  در معاله خط اخر) مساوی صفر بگیریم تا کار ساده تر شود. 

## عملگر دیفرانسیل خطی
عملگر (یا اپراتور) تبدیلی است که هر تابع را به تابعی دیگر نگاشت می‌کند. به عنوان مثال، عملگر دیفرانسیلی پایهٔ {\displaystyle \operatorname {D} } تابعی مانند {\displaystyle f} را به مشتق آن تابع تبدیل می‌کند: {\displaystyle \operatorname {D} [f](x)=f'(x)={\operatorname {d} \!y \over \operatorname {d} \!x}}
به همین ترتیب می‌توان عملگر ساده دیفرانسیلی مرتبه {\displaystyle k} را تعریف کرد: {\displaystyle \operatorname {D} ^{k}[f](x)=\operatorname {D} [\operatorname {D} ^{k-1}[f]](x)=f^{(k)}(x)={\operatorname {d} ^{k}\!y \over \operatorname {d} \!x^{k}}}
کاربرد این اپراتورها در ساده و کوتاهتر کردن محاسبات ریاضی است. این مفهوم قابل تعمیم به توابع چندمتغیره و مشتقات جزئی است. طبق یک تعریف قراردادی، {\displaystyle \operatorname {D} ^{0}[f](x)=\operatorname {I} [f](x)=f(x)} است که {\displaystyle \operatorname {I} } در این جا نماد اپراتور همانی است. همچنین وارون این اپراتور پادمشتق {\displaystyle f} را برمی‌گرداند: {\displaystyle \operatorname {D} ^{-1}[f](x)=\int f(x)\operatorname {d} \!x}
اگر عملگری مانند {\displaystyle L} یک نگاشت خطی باشد، آن را یک عملگر خطی می‌نامیم. طبق قضایای مربوط به مشتق و انتگرال در حسابان، عملگر {\displaystyle \operatorname {D} ^{k}} (از هر مرتبه‌ای) خطی است. به عبارتی دیگر {\displaystyle \operatorname {D} ^{k}[af+bg]=a\operatorname {D} ^{k}[f]+b\operatorname {D} ^{k}[g]}.
یک عملگر دیفرانسیل خطی مانند {\displaystyle L} ترکیبی خطی از عملگرهای اساسی دیفرانسیلی است با ضرایب {\displaystyle a_{i}(x)} به صورت توابعی مشتق‌پذیر. در نتیجه، چنین عملگری یک نگاشت خطی خواهد بود. در حالت تک متغیره، یک عملگر خطی از مرتبهٔ {\displaystyle n} فرمی بدین ترتیب را دارد.
{\displaystyle L[y](x)=a_{0}y+a_{1}y'+a_{2}y''+\cdots +a_{n}y^{(n)}=a_{0}\operatorname {D} ^{0}[y]+a_{1}\operatorname {D} ^{1}[y]+\cdots +a_{n}\operatorname {D} ^{n}[y]}
حال پس از تعریف این اپراتور می‌توان یک معادلهٔ دیفرانسیل خطی {\displaystyle a_{0}(x)y+a_{1}(x)y'+a_{2}(x)y''+\cdots +a_{n}(x)y^{(n)}=b(x)} را به صورت ساده‌شدهٔ زیر نوشت:
{\displaystyle L[y]=b}
هستهٔ یک عملگر خطی مجموعه جواب‌های معادلهٔ همگن {\displaystyle L[y]=0} است.

## همگن
یک معادله دیفرانسیل در صورت داشتن فرم زیر یک معادله دیفرانسیل خطی همگن است (به انگلیسی: homogeneous linear differential equation):
{\displaystyle a_{0}(x)y+a_{1}(x)y'+a_{2}(x)y''+\cdots +a_{n}(x)y^{(n)}=0}

### اصل برهم نهی
اصل برهم‌نهی (به انگلیسی: Principle of Superposition) در معادلات دیفرانسیل همگن بیان می‌کند که اگر {\displaystyle y_{1}} و {\displaystyle y_{2}} دو جواب یک معادلهٔ همگن باشند، هرگونه ترکیب خطّی آنها (یعنی {\displaystyle c_{1}y_{1}+c_{2}y_{2}} به ازای اعداد حقیقی {\displaystyle c_{1},\ c_{2}} دلخواه) نیز جواب آن معادله خواهد بود.

### مجموعه اساسی جواب‌ها
مجموعه جواب اساسی یک معادلهٔ همگن (به انگلیسی: fundamental set of solutions) یکتا نیست.
هر مجموعه‌ای مانند {\displaystyle Y=\{y_{1}(x),\cdots ,y_{n}(x)\}} (با {\displaystyle n} عضو منحصر به فرد) را مجموعه جواب اساسی یک معادلهٔ همگن از مرتبهٔ {\displaystyle n} می‌نامیم اگر توابع عضو آن ({\displaystyle y_{i}}ها) مستقل خطی باشند. هر معادلهٔ همگنی مجموعه جواب اساسی دارد.
اگر {\displaystyle Y} مجموعه جواب اساسی باشد، به کمک اصل برهم‌نهی نتیجه می‌گیریم که جواب کلّی معادله به صورت {\displaystyle y=c_{1}y_{1}+\cdots +c_{n}y_{n}} است (به ازای تمام مقادیر اعداد حقیقی {\displaystyle c_{i}}). این مجموعه تمام جواب‌های ممکن معادله را پوشش می‌دهد.

### همگن با ضرایب ثابت
در صورتی که {\displaystyle a_{i}} ها اعداد ثابت حقیقی (یا مختلط) باشند به آن معادله دیفرانسیل خطی همگن با ضرایب ثابت می‌گوییم.
حل این معادلات به صورت زیر است:
یکی از جواب‌های ممکن می‌تواند به فرم {\displaystyle y=e^{rx}} باشد ({\displaystyle r} یک عدد مختلط است). با جایگذاری در معادله نتیجه می‌گیریم:
{\displaystyle (a_{0}+a_{1}r+a_{2}r^{2}+\cdots +a_{n}r^{n})e^{rx}=0}
از آن جایی که تابع نمایی همواره ناصفر است، نتیجه می‌گیریم که {\displaystyle a_{0}+a_{1}r+a_{2}r^{2}+\cdots +a_{n}r^{n}=0}.
این معادله معادلهٔ مشخّصه (به انگلیسی: characteristic equation) نام دارد. فرض می‌کنیم که ریشه‌های این معادله {\displaystyle r_{1},\ r_{2},\cdots ,\ r_{n}} باشند.
در نتیجه {\displaystyle y_{i}=e^{r_{i}x}} مجموعه جواب اساسی معادله را تشکیل می‌دهند. در صورت وجود ریشه‌های مضاعف (مثلاً {\displaystyle r_{1}=r_{2}=r_{3}}) جواب‌های دیگر معادله (به جز {\displaystyle y_{1}=e^{r_{1}x}}) به صورت {\displaystyle y_{2}=xe^{r_{2}x}} و {\displaystyle y_{3}=x^{2}e^{r_{3}x}} خواهد بود. در حالت کلّی اگر {\displaystyle k} تا از ریشه‌های معادلهٔ مشخّصه برابر {\displaystyle r_{m}} باشند، {\displaystyle k} تا از جواب‌های معادلهٔ همگن به صورت {\displaystyle x^{j}e^{r_{m}x}} خواهند بود ({\displaystyle 0\leq j<k}).
با جایگذاری این جواب‌ها در معادله {\displaystyle a_{0}y_{i}+a_{1}y_{i}'+\cdots +a_{n}y_{i}^{(n)}=0} به درستی آن‌ها پی می‌بریم. پس جواب کلّی معادله به صورت {\displaystyle y=\sum _{i=1}^{n}c_{i}y_{i}} است (به ازای تمام مقادیر اعداد حقیقی {\displaystyle c_{i}}).
| به عنوان مثال، برای حل معادلهٔ {\displaystyle y''''-2y'''+2y''-2y'+y=0} معادلهٔ مشخصهٔ متناظرش را به دست می‌آوریم: {\displaystyle r^{4}-2r^{3}+2r^{2}-2r+1=0}ریشه‌های این معادله {\displaystyle i,-i,1,1} هستند (۱ ریشهٔ مضاعف است). در نتیجه مجموعه جواب اساسی معادله {\displaystyle \{e^{ix},\ e^{-ix},\ e^{x},\ xe^{x}\}} است و جواب کلّی معادله (با استفاده از فرمول اویلر) به صورت زیر به دست می‌آید: {\displaystyle y=c_{1}\cos x+\ c_{2}\sin x+\ c_{3}e^{x}+\ c_{4}xe^{x}} |

### کوشی-اویلر
معادلهٔ اویلر (به انگلیسی: Cauchy-Euler equation) نوعی از معادلات خطی همگن است که ضرایب آن به صورت {\displaystyle a_{i}(x)=b_{i}x^{i}} باشد. به عنوان مثال {\displaystyle x^{2}y''+\alpha xy'+\beta y=0} یک معادلهٔ اویلر مرتبه دو است.
برای حل این معادلات کافی است از تغییر متغیّر {\displaystyle u=\ln x} استفاده کرد تا آن را به یک معادلهٔ همگن با ضرایب ثابت تبدیل کرد. در مثال مذکور، معادله‌ٔ {\displaystyle x^{2}{\operatorname {d} ^{2}\!y \over \operatorname {d} \!x^{2}}+\alpha x{\operatorname {d} \!y \over \operatorname {d} \!x}+\beta y=0} به فرم جدید {\displaystyle {\operatorname {d} ^{2}\!y \over \operatorname {d} \!u^{2}}+(\alpha -1){\operatorname {d} \!y \over \operatorname {d} \!u}+\beta y=0} تبدیل می‌شود.

### همگن مرتبه دوم
یک معادلهٔ دیفرانسیل مرتبهٔ دوم خطّی همگن معادله‌ای است که بتوان آن را به فرم استاندارد {\displaystyle y''+p(t)y'+q(t)y=0} نمایش داد.

#### فرمول آبل
اگر {\displaystyle y_{1}} و {\displaystyle y_{2}} دو جواب معادلهٔ {\displaystyle y''+p(t)y'+q(t)y=0} باشند {\displaystyle W[y_{1},y_{2}]=ce^{-\int p(t)\operatorname {d} \!t}}.
در این جا {\displaystyle W[y_{1},y_{2}]} تابع رونسکیَن است که (طبق تعریف) از رابطهٔ {\displaystyle W[y_{1},y_{2}]=y_{1}y_{2}'-y_{1}'y_{2}} به دست می‌آید.

#### کاهش مرتبه
در بعضی مواقع یکی از جواب‌های معادله (مثلاً {\displaystyle y_{1}}) به سادگی به دست می‌آید ولی جواب دوم نامعلوم است.
| به عنوان مثال برای معادلهٔ {\displaystyle ty''-y'+(1-t)y=0} که به فرم {\displaystyle P(t)y''+Q(t)y'+R(t)y=0} نوشته شده، می‌دانیم که مجموع ضرایب {\displaystyle P(t)+Q(t)+R(t)} برابر صفر اند. از این موضوع به راحتی حدس می‌زنیم که {\displaystyle y_{1}=e^{t}}. |

در صورتی که یکی از جواب‌های معادله (مثلاً {\displaystyle y_{1}}) را بدانیم، میتوان از شگرد کاهش مرتبه برای به دست آوردن جواب کلّی استفاده کرد. این روش را با یک مثال توضیح می‌دهیم:
| در صورتی که بدانیم {\displaystyle y_{1}=t^{-1}} یکی از جوابهای معادلهٔ {\displaystyle 2t^{2}y''+3ty'-y=0} است، فرض می‌کنیم که جواب کلّی معادله برابر {\displaystyle y=v(t)y_{1}(t)} است و سعی می‌کنیم تا تابع {\displaystyle v(t)} را به دست آوریم. {\displaystyle {\begin{aligned}y&=vy_{1}=vt^{-1}\\\Longrightarrow y'&=v't^{-1}-vt^{-2}\\\Longrightarrow y''&=v''t^{-1}-2v't^{-2}+2vt^{-3}\end{aligned}}} پس {\displaystyle {\begin{aligned}2t^{2}y''+3ty'-y&=0\\\Longrightarrow 2t^{2}(v''t^{-1}-2v't^{-2}+2vt^{-3})+3t(v't^{-1}-vt^{-2})-(vt^{-1})&=0\\\Longrightarrow 2tv''-v'&=0\\{\overset {Euler-Cauchy}{\Longrightarrow }}v=c_{2}t^{3 \over 2}+c_{1}\end{aligned}}} در نتیجه {\displaystyle y=vy_{1}=c_{1}t^{-1}+c_{2}t^{1 \over 2}} |

در حالت کلّی ({\displaystyle y''+p(t)y'+q(t)y=0}) پس از ساده‌سازی به معادله {\displaystyle y_{1}v''+(2y_{1}'+py_{1})v'=0} می‌رسیم.

##### کاهش مرتبه به کمک قضیه آبل
همچنین می‌توان از فرمول آبل نیز برای کاهش مرتبه استفاده کرد. برای این کار، تعریف رونسکین و فرمول آبل را مقابل هم قرار می‌‌دهیم.
| در مثال قبلی، فرم استاندارد معادله {\displaystyle y''+{3 \over 2}t^{-1}y'-{1 \over 2}t^{-2}y=0} است (پس {\displaystyle p={3 \over 2}t^{-1}}). طبق تعریف رونسکین: {\displaystyle W[y_{1},y_{2}]=y_{1}y_{2}'-y_{1}'y_{2}=W[t^{-1},y_{2}]=t^{-1}y_{2}'+t^{-2}y_{2}} طبق فرمول آبل: {\displaystyle W[y_{1},y_{2}]=ce^{-\int p(t)\operatorname {d} \!t}=ce^{-{3 \over 2}\ln t}=ct^{-{3 \over 2}}} پس {\displaystyle W[y_{1},y_{2}]=t^{-1}y_{2}'+t^{-2}y_{2}=ct^{-{3 \over 2}}\Longrightarrow y_{2}'+t^{-1}y_{2}=ct^{-{1 \over 2}}\ } حال می‌توان این معادلهٔ خطی مرتبه اوّل را حل کرد تا به جواب رسید. |

## ناهمگن
اگر {\displaystyle y} جواب کلّی معادلهٔ {\displaystyle L[y]=g} و {\displaystyle y_{c}} جواب معادلهٔ همگن {\displaystyle L[y]=0} باشد، با توجّه به خطّی بود {\displaystyle L} می‌دانیم {\displaystyle L[y+y_{c}]=L[y]+L[y_{c}]=g+0=g}. پس {\displaystyle y+y_{c}} نیز جواب کلّی معادلهٔ {\displaystyle L[y]=g} است. در نتیجه {\displaystyle y} در درون خود {\displaystyle y_{c}} را نیز شامل می‌شود. به عبارتی دیگر:
{\displaystyle \color {red}y=y_{c}+y_{p}}
که {\displaystyle y_{p}} جواب {\displaystyle L[y]=g} است. برای پیدا کردن جواب کلّی معادلهٔ {\displaystyle L[y]=g} باید جواب معادلات {\displaystyle L[y_{c}]=0} و {\displaystyle L[y_{p}]=g} را پیدا و جمع کنیم.
به جواب {\displaystyle L[y_{c}]=0} جواب مکمّل یا جواب عمومی (به انگلیسی: complementary solution) می‌گویند.
به جواب {\displaystyle L[y_{p}]=g} جواب خاص یا جواب خصوصی یا جواب ویژه (به انگلیسی: particular solution) می‌گویند.
با فرض این که {\displaystyle g} و {\displaystyle f} دو تابع دلخواه باشند، جواب مکمّل {\displaystyle L[y]=g} و {\displaystyle L[y]=f} یکسان خواهد بود ولی جواب خاصشان متفاوت. دلیل این نامگذاری نیز همین است.
می‌دانیم اگر ضرایب معادلهٔ همگن {\displaystyle L[y_{c}]=0} ثابت باشند چطور آن را حل کنیم. در غیر این صورت پیدا کردن جواب بسیار سخت خواهد بود.
برای پیدا کردن جواب خاص، دو روش معمول «ضرایب نامعیّن» و «تغییر پارامتر» وجود دارد. استفاده از روش ضرایب نامعیّن معمولاً ساده‌تر است ولی فقط در موارد خاصی می‌توان از آن استفاده کرد.

### روش ضرایب نامعین
این روش (به انگلیسی: method of undetermined coefficients) برای پیدا کردن جواب خصوصی {\displaystyle L[y_{p}]=g} استفاده می‌شود. در این روش فرم کلّی جواب را داریم و فقط باید ضرایب را تشخیص دهیم:
- اگر {\displaystyle g} به فرم {\displaystyle g=e^{\alpha t}} باشد، {\displaystyle y_{p}} به فرم {\displaystyle y_{p}=ce^{\alpha t}} خواهد بود.
- اگر {\displaystyle g=\cos(\beta t)} یا {\displaystyle g=\sin(\beta t)} باشد، {\displaystyle y_{p}=a\cos(\beta t)+b\sin(\beta t)} خواهد بود.
- اگر {\displaystyle g=c_{n}t^{n}+\cdots +c_{2}t^{2}+c_{1}t+c_{0}} باشد، {\displaystyle y_{p}=a_{n}t^{n}+\cdots +a_{2}t^{2}+a_{1}t+a_{0}} خواهد بود.

یک استثنا زمانی پیش می‌آید که فرم پیشنهادی {\displaystyle y_{p}} مشابه یکی از جواب‌های عمومی باشد (به عبارتی دیگر، عضو هستهٔ {\displaystyle L} باشد). در این صورت فرم پیشنهادی را در {\displaystyle t} ضرب می‌کنیم.
| به عنوان مثال، در معادلهٔ {\displaystyle y''-3y'-4y=e^{-t}} جواب مکمّل برابر {\displaystyle y_{c}=c_{1}e^{-t}+c_{2}e^{4t}} است. پس فرم پیشنهادی جواب خاص {\displaystyle y_{p}=c{\color {red}t}e^{-t}} می‌شود. {\displaystyle {\begin{aligned}y_{p}''-3y_{p}'-4y_{p}&=e^{-t}\Longrightarrow y_{p}=cte^{-t}\\\Longrightarrow (cte^{-t})''-3(cte^{-t})'-4(cte^{-t})&=e^{-t}\\\Longrightarrow (c(t-2)e^{-t})-3(c(1-t)e^{-t})'-4(cte^{-t})&=e^{-t}\\\Longrightarrow -5ce^{-t}&=e^{-t}\\\Longrightarrow c={-1 \over 5}\Longrightarrow y_{p}=-{1 \over 5}te^{-t}\end{aligned}}} |

در حالت کلّی‌تر اگر {\displaystyle g=(c_{n}t^{n}+\cdots +c_{2}t^{2}+c_{1}t+c_{0})e^{\alpha t}\cos(\beta t)} یا {\displaystyle g=(c_{n}t^{n}+\cdots +c_{2}t^{2}+c_{1}t+c_{0})e^{\alpha t}\sin(\beta t)} باشد، فرم {\displaystyle y_{p}} به صورت زیر خواهد بود:
{\displaystyle \color {red}y_{p}=(a_{n}t^{n}+\cdots +a_{2}t^{2}+a_{1}t+a_{0})e^{\alpha t}\cos(\beta t)+(b_{n}t^{n}+\cdots +b_{2}t^{2}+b_{1}t+b_{0})e^{\alpha t}\sin(\beta t)}
| به عنوان مثال، در معادلهٔ {\displaystyle y''-3y'-4y=te^{t}} فرم {\displaystyle g=(1t+0)e^{1t}\cos(0t)} است. پس {\displaystyle y_{p}=(a_{1}t+a_{0})e^{1t}\cos(0t)+(b_{1}t+b_{0})e^{1t}\sin(0t)=(a_{1}t+a_{0})e^{t}} در نتیجه {\displaystyle {\begin{aligned}y_{p}''-3y_{p}'-4y_{p}&=te^{t}\\\Longrightarrow ((a_{1}t+a_{0})e^{t})''-3((a_{1}t+a_{0})e^{t})'-4((a_{1}t+a_{0})e^{t})&=te^{t}\\\Longrightarrow ((a_{1}t+a_{0}+2a_{1})e^{t})-3((a_{1}t+a_{0}+a_{1})e^{t})-4((a_{1}t+a_{0})e^{t})&=te^{t}\\\Longrightarrow -6a_{1}te^{t}-(a_{1}+6a_{0})e^{t}&=te^{t}\\\Longrightarrow -6a_{1}=1,\ a_{1}+6a_{0}=0\\\Longrightarrow a_{1}={-1 \over 6},a_{0}={1 \over 36}\\\Longrightarrow y_{p}=(-{1 \over 6}t+{1 \over 36})e^{t}\end{aligned}}} |

اگر {\displaystyle g} حاصل جمع (یا تفریق) موارد بالا باشد، (با توجّه به خطّی بودن {\displaystyle L}) می‌توان {\displaystyle g} را تقسیم کرد.
| به عنوان مثال، در معادلهٔ {\displaystyle y''-3y'-4y=e^{-t}+te^{t}} می‌گوییم {\displaystyle g_{1}=e^{-t}} و {\displaystyle g_{2}=te^{t}}: {\displaystyle g=g_{1}+g_{2}=L[y_{p_{1}}]+L[y_{p_{2}}]=L[y_{p_{1}}+y_{p_{2}}]} سپس از دو مثال پیش نتیجه می‌گیریم: {\displaystyle y=y_{c}+y_{p_{1}}+y_{p_{2}}=c_{1}e^{-t}+c_{2}e^{4t}-{1 \over 5}te^{-t}+(-{1 \over 6}t+{1 \over 36})e^{t}} |

در صورتی که {\displaystyle g} به فرم موارد بالا یا جمع (یا تفریق) آنها نباشد نمی‌توان از این روش استفاده کرد.

### روش تغییر پارامتر
این روش (به انگلیسی: method of variation of parameters) برای پیدا کردن جواب خصوصی {\displaystyle L[y_{p}]=g} استفاده می‌شود. در حالی که استفاده از روش ضرایب نامعیّن ساده‌تر بود، این روش کلّی‌تر است و در مورد {\displaystyle g} محدودیّتی ندارد. ایدهٔ کلّی این روش مشابه کاهش مرتبه است.
در صورتی که جواب عمومی را به فرم {\displaystyle y_{c}=c_{1}y_{1}+c_{2}y_{2}} به دست بیاوریم، جواب کلّی را به فرم {\displaystyle y=u_{1}y_{1}+u_{2}y_{2}} فرض می‌کنیم و سعی می‌کنیم تا {\displaystyle u_{1}} و {\displaystyle u_{2}} را پیدا کنیم.
همان طور که در ادامه نیز می‌بینیم، توابع {\displaystyle u_{1}} و {\displaystyle u_{2}} لزوماً یکتا نخواهند بود. البتّه جواب کلّی همیشه یکتا است. به عبارتی دیگر ممکن است {\displaystyle u_{1}} و {\displaystyle u_{2}} و همچنین {\displaystyle v_{1}} و {\displaystyle v_{2}} پیدا شوند که {\displaystyle y=u_{1}y_{1}+u_{2}y_{2}=v_{1}y_{1}+v_{2}y_{2}}. توجّه داشته باشید که هدف ما پیدا کردن جواب کلّی معادله است و نیازی به پیدا کرد تمام {\displaystyle u_{1}} و {\displaystyle u_{2}}های ممکن نداریم. به عبارتی دیگر تنها نیاز داریم یک {\displaystyle u_{1}} و {\displaystyle u_{2}} خاص پیدا کنیم که ما را به جواب برسانند.
در صورتی که جواب کلّی را به فرم {\displaystyle y=u_{1}y_{1}+u_{2}y_{2}} فرض کنیم، این {\displaystyle y} باید در معادلهٔ {\displaystyle L[y]=g} صدق کند. پس برای پیدا کردن {\displaystyle u_{1}} و {\displaystyle u_{2}} از این معادله کمک می‌گیریم. در این جا یک معادله و دو مجهول داریم. همچنین طبق تعریف، {\displaystyle y_{1}} و {\displaystyle y_{2}} از یکدیگر مستقل اند. از این دو مورد نتیجه می‌گیریم که بی‌نهایت جواب متفاوت برای {\displaystyle u_{1}} و {\displaystyle u_{2}} وجود دارد.
همان طور که پیش‌تر به آن اشاره شد، ما تنها به یک {\displaystyle u_{1}} و {\displaystyle u_{2}} خاص نیاز داریم تا ما را به جواب برسانند. پیدا کردن تمام {\displaystyle u_{1}} و {\displaystyle u_{2}}ها در حالت کلّی سخت تر است. پس می‌توانیم یک معادلهٔ دیگر از خودمان در بیاوریم تا کار خود را ساده‌تر کنیم:
{\displaystyle u_{1}'y_{1}+u_{2}'y_{2}=0}
این معادله محاسبات ما را در ادامه ساده‌تر خواهد کرد. از {\displaystyle y=u_{1}y_{1}+u_{2}y_{2}} مقدار {\displaystyle y'} را به دست می‌آوریم:
{\displaystyle y=u_{1}y_{1}+u_{2}y_{2}\Longrightarrow y'=(u_{1}'y_{1}+u_{1}y_{1}')+(u_{2}'y_{2}+u_{2}y_{2}')}
حال از معادلهٔ ابداعی خودمان نتیجه می‌گیریم:
{\displaystyle y'=u_{1}y_{1}'+u_{2}y_{2}'}
و از این تساوی مقدار {\displaystyle y''} را نیز به دست می‌آوریم:
{\displaystyle y''=(u_{1}'y_{1}'+u_{1}y_{1}'')+(u_{2}'y_{2}'+u_{2}y_{2}'')}
حال مقادیر {\displaystyle y} و {\displaystyle y'} و {\displaystyle y''} را در فرم استاندارد معادله {\displaystyle L[y]=g} جایگذاری می‌کنیم:
{\displaystyle {\begin{aligned}&y''&+&py'&+&qy&=g\\\Longrightarrow &u_{1}'y_{1}'+u_{1}y_{1}''+u_{2}'y_{2}'+u_{2}y_{2}''&+&p(u_{1}y_{1}'+u_{2}y_{2}')&+&q(u_{1}y_{1}+u_{2}y_{2})&=g\end{aligned}}}
پس
{\displaystyle {\begin{aligned}&u_{1}(y_{1}''+py_{1}'+qy_{1})\\+&u_{2}(y_{2}''+py_{2}'+qy_{2})\\&\quad +u_{1}'y_{1}'+u_{2}'y_{2}'\quad =g\end{aligned}}}
طبق تعریف جواب عمومی، دو عبارت داخل پرانتز برابر صفر هستند. در نتیجه به معادلهٔ زیر می‌رسیم:
{\displaystyle u_{1}'y_{1}'+u_{2}'y_{2}'=g}
از این معادله و معادلهٔ ابداعی می‌‌توان {\displaystyle u_{1}} و {\displaystyle u_{2}} را به کمک قاعدهٔ کرامر به دست آورد:
{\displaystyle u_{1}'=-{y_{2}g \over W[y_{1},y_{2}]},\quad u_{2}'={y_{1}g \over W[y_{1},y_{2}]}}
در نتیجه جواب خصوصی به صورت زیر به دست می‌آید:
{\displaystyle \color {red}y_{p}=y_{2}\int {y_{1}g \over W[y_{1},y_{2}]}\operatorname {d} \!s-y_{1}\int {y_{2}g \over W[y_{1},y_{2}]}\operatorname {d} \!s}
و جواب کلّی نیز به صورت زیر به دست می‌آید:
{\displaystyle y=y_{p}+y_{c}=y_{2}(\int {y_{1}g \over W[y_{1},y_{2}]}\operatorname {d} \!s+c_{2})-y_{1}(\int {y_{2}g \over W[y_{1},y_{2}]}\operatorname {d} \!s+c_{1})}
| به عنوان مثال، در معادلهٔ {\displaystyle y''+4y=8\tan(t)}، ابتدا جواب عمومی را به روش حل معادلات همگن با ضرایب ثابت به دست می‌آوریم: {\displaystyle y_{c}=c_{1}\cos(2t)+c_{2}\sin(2t)} همچنین مقدار رونسکین طبق تعریف برابر ۲ به دست می‌آید. حال به کمک فرمول به دست آمده (قرمز) جواب کلّی را به دست می‌آوریم:{\displaystyle y=y_{p}+y_{c}=\sin(2t)(\int {8\cos(2t)\tan(t) \over 2}\operatorname {d} \!s+c_{2})-\cos(2t)(\int {8\sin(2t)\tan(t) \over 2}\operatorname {d} \!s+c_{1})}با حل انتگرال‌ها و ساده‌سازی به جواب می‌رسیم: {\displaystyle y=c_{1}\cos(2t)+c_{2}\sin(2t)+4\ln(\cos(t))-4t\cos(2t)-2\sin(2t)} |

به همین روش می‌توان این معادلات را در حالت کلّی (مرتبهٔ {\displaystyle n}) حل کرد. جواب نهایی به این صورت به دست می‌آید:
{\displaystyle y=\sum _{i=1}^{n}y_{i}(\int {gW_{i} \over W}\operatorname {d} \!s+c_{2})}
در این جا {\displaystyle W=W[y_{1},y_{2},\cdots ,y_{n}]} و {\displaystyle W_{i}} نیز مشابه رونسکین به دست می‌آید با این تفاوت که به جای ستون {\displaystyle i} ام {\displaystyle (0,0,\cdots ,1)} قرار گیرد. برای پیدا کرد ساده‌تر مقدار {\displaystyle W} می‌توان از فرمول آبل نیز کمک گرفت: {\displaystyle W=ce^{-\int p(t)\operatorname {d} \!t}}

## سیستم معادلات دیفرانسیل خطی
سیستم معادلات دیفرانسیل خطی شامل چندین معادله دیفرانسیل خطی است که شامل چندین تابع مجهول است. به‌طور کلی، یک مطالعه را به سیستمهایی محدود می‌کند که تعداد توابع ناشناخته با تعداد معادلات برابر باشد.
{\displaystyle {\begin{aligned}y_{1}'(x)&=b_{1}(x)+a_{1,1}(x)y_{1}+\cdots +a_{1,n}(x)y_{n}\\\vdots &\\y_{n}'(x)&=b_{n}(x)+a_{n,1}(x)y_{1}+\cdots +a_{n,n}(x)y_{n},\end{aligned}}}

## مراتب بالاتر با ضرایب متغیر
غیرممکن بودن حل توسط کوادراتور را می‌توان با قضیه آبل-رافینی به دست آورد، که بیان می‌کند معادله جبری درجه ۵ حداقل، به‌طور کلی توسط رادیکال‌ها قابل حل نیست. این قیاس به روشهای اثباتی گسترش می‌یابد و انگیزه ای برای تئوری گالوی دیفرانسیل فراهم می‌کند.
مشابه مورد جبری، این تئوری تصمیم می‌گیرد که چه معادلات را می‌توان با روش کوادراتور حل کرد. با این حال محاسبات لازم حتی با قدرتمندترین رایانه‌ها بسیار دشوار است. در حالت کلی پیچیدگی این معادلات ممکن است سبب شود آن هارا با روش‌های غیر صریح و تقریبی مانند مش بندی حل کنیم.
معادلات اویلر-کوچی نمونه‌هایی از معادلات از هر درجه، با ضرایب متغیر است که به روش صریح قابل حل است.

## توابع هولونومیک
یک تابع هولونومیک، که تابع محدود دی نیز نامیده می‌شود تابعی است که از حل یک معادله دیفرانسیل خطی همگن با ضرایب چند جمله ای به دست می‌آید.
اکثر توابعی که معمولاً در ریاضیات مورد توجه قرار می‌گیرند هولونومیک از نسبت توابع هولونومیک به‌شمار می‌آیند. در حقیقت، توابع هولونومیک شامل چند جمله ای، توابع جبری، لگاریتم، توابع نمایی، سینوسی، کسینوسی، توابع مثاثاتی، تاوابع هذلولوی، توابع معکوس مثلثاتی تابع وارون هذلولوی و بسیاری از تابع‌های ویژه مانند توابع بسل و توابع هایپرژومتریک است.